# Grégoire Wolkonsky
Grigoru Wolkonsky född 23 juni 1900, död 12 september 1971, var prins och son till prins Grigori Wolkonsky och grevinnan Sophia Schouwalow. Han föddes och växte upp på ett släktgods i inre Ryssland, vilket han tvingades lämna i samband med revolutionen. Han flydde då till Estland. Han gifte sig där med baronessan Tamara von Rosen den 6 maj 1923. Han och makan bosatte sig i Stockholm 1939 och han var där verksam som bland annat översättare och tolk. 